# 魚谷増男
魚谷 増男（うおたに ますお、1927年6月11日 - 2017年7月24日）は、日本の警察官僚、法学者。元愛媛県警察本部長、平成国際大学名誉教授、慶應義塾大学博士（法学）。

## 来歴
- 1927年 - 大阪府大阪市生まれ
- 1952年3月 - 慶應義塾大学法学部法律学科卒業
- 1957年3月 - 一橋大学大学院法学研究科修士課程修了、田中和夫ゼミ出身[2]
- 1957年4月 - 警察庁入庁
- 1973年11月 - 北海道警察本部交通部長兼札幌市警察部長
  - 神奈川県警察本部交通部長
- 1975年11月 - 内閣官房内閣審議官兼内閣総理大臣官房参事官
  - 内閣官房内閣調査室内閣調査官
- 1980年6月 - 愛媛県警察本部長
- 1985年 - 日本消防協会常務理事
- 1986年 - 民社党神奈川県連副会長（同年7月の参院選に神奈川選挙区から民社党公認で立候補、落選）
- 1987年6月 - 株式会社全日警常務
- 1993年3月 - 住友海上火災保険株式会社常勤顧問
- 1996年4月 - 平成国際大学教授・法政研究所長
- 1997年10月 - 慶應義塾大学博士（法学）（学位論文「消防防災行政の形成過程と政策形成に関する研究」）
- 2003年4月 - 平成国際大学名誉教授
- 2003年6月 - 株式会社ダイナシティ監査役
- 2007年2月 - 株式会社ゆびとまコンプライアンス委員長
- 2017年7月24日 - 死去[1]。同日付にて従五位追叙[3]

## 役職
- 横浜市建築紛争調整委員（1983年4月）
- 横浜市選挙管理委員長
- 日本大学生産工学部講師
- 慶應義塾大学大学院講師
- 松阪大学（現・三重中京大学）政経学部講師
- 認定特定非営利活動法人救急ヘリ病院ネットワーク理事

## 著作

### 著書
- 『パナマ運河返還に伴うパナマ共和国の政治・経済・社会的影響、安全保障への影響のシミュレーションに関する研究』(文部省科学研究費補助金研究成果報告書,基盤研究(B)）平成国際大学,1999-2000
- 『現代行政学の基礎知識』ぎょうせい, 1994.9
- 『現代地方自治の基礎知識』ぎょうせい, 1994.9
- 『消防の歴史四百年』全国加除法令出版, 1965
- 『情報公開条例の理論と運用』行政管理研究センター, 2003.6

### 論文等
- 「欧米のカジノ法規制と課題について」平成法政研究（平成国際大学法政学会）. 8(1) (通号 14) 2003.11
- 「「官製談合」犯罪防止の規制措置について--「官製談合」防止法の制定を中心に」平成国際大学論集. (7)2003.3
- 「個人情報保護法制とメディア規制」平成国際大学論集. (7) 2003.3
- 「情報財産「営業秘密」の刑事的保護」平成国際大学論集. (7) 2003.3
- 「自動車リサイクル法の理念と課題」平成法政研究（平成国際大学法政学会）7(1) (通号 12) 2002.11
- 「行政の透明性と信頼性の確保 行政改革と情報公開」,堀江教授記念論文集編集委員会『行政改革・地方分権・規制緩和の座標』ぎょうせい, 1997.12

その他多数。